# Урош Ђерић
Урош Ђерић (Требиње, 28. мај 1992) босанскохерцеговачки је фудбалер који тренутно наступа за Гангвон. Висок је 195 центиметара и игра на позицији нападача.

## Каријера
Ђерић је своју каријеру започео у фудбалском клубу Раднички из Нове Пазове, где је за током две године играња постигао 17 голова на 40 утакмица у српској лиги Војводине. Након тога се отиснуо у иностранство и сезону и по наступао за француски Амијен, а затим и за Интер Запрешић у Првој лиги Хрватске. Током 2013. је неколико месеци провео без ангажмана, а онда приступио финском ВПС-у. Лета исте године вратио се у Србију и потписао за нишки Раднички. Ни ту се, међутим није задржао дуже од полусезоне, одигравши само три званичне утакмице, па је током зимске паузе прешао у Борац из Чачка. Као члан овог клуба наступао је две године, играјући у Суперлиги и Прва лига Србије. Први део 2016. провео је као члан лучанске Младости. Лета исте године, провео је краћи период са фудбалским клубом Инђија, али како до каначног договора није дошло, напустио је клуб. Пуну афирмацију, Ђерић је стекао као играч ужичке Слободе у сезони 2016/17. Постигавши 19 голова у првенству и још 4 у Купу Србије, Ђерић се остварио као најефикаснији играч сезоне. Због свог голгетерског учинка нашао се у журналовом тиму шампионата. По истеку уговора са клубом, потписао је за крушевачки Напредак на две године. Почетком 2018. прешао је у јужнокорејски Гвангвон.